# Ronneburg, Hessen
Ronneburg är en kommun i Main-Kinzig-Kreis i Regierungsbezirk Darmstadt i förbundslandet Hessen i Tyskland. Kommunen bildades 31 december 1971 genom en sammanslagning av de tidigare kommunerna  Neuwiedermuß och Hüttengesäß.